# Бібліотека імені Миколи Гоголя (Київ)
Бібліотека імені М. В. Гоголя Голосіївського району м.Києва.

## Адреса
03150 м.Київ, вул. Велика Васильківська, 136

## Характеристика
Площа приміщення бібліотеки — 672 м², книжковий фонд — 46,3 тис. примірників. Щорічно обслуговує 3,4 тис. користувачів, кількість відвідувань за рік — 22,0 тис., книговидач — 70,0 тис. примірників.

## Історія бібліотеки
У 2004 році бібліотека відзначила своє сторіччя.
Цікавий факт: протягом довгого часу читачем і другом бібліотеки був Павло Григорович Тичина.
У своїх фондах бібліотека має цінні раритети початку XX століття, серед яких — видання творів М. В. Гоголя та література про нього.
Організовано дитячий куточок з тематичними підбірками літератури «Для Вас, дітлахи» та «Любій малечі про цікаві речі».
У бібліотеці проводяться Голосіївські та краєзнавчі читання

## До послуг користувачів
- обслуговування в читальному залі;
- доступ до інформаційних ресурсів через мережу інтернет;
- доступ до електронного каталогу;
- консультативна допомога бібліографа;
- тематичні бібліографічні ресурси з актуальних питань;
- віртуальні презентації;
- творчі акції, зустрічі з цікавими людьми;
- дні інформації, презентації, бібліографічні огляди тощо.